# Un don excepcional (película de 2017)
Un don excepcional (título original: Gifted) es una película estadounidense de género dramático, dirigida por Marc Webb y escrita por Tom Flynn, donde Mary una niña con un don un poco peculiar con el cual resolvia cualquier operación matemática con mucha facilidad. 

## Argumento
En un pequeño pueblo cerca de Tampa, Mary Adler, de 7 años, demuestra un asombroso talento para las matemáticas en su primer día de clases de la primaria, lo que impresiona a su maestra, Bonnie Stevenson. Se le ofrece una beca a Mary en una escuela privada para niños prodigio. Sin embargo, su tío y tutor de facto, Frank, la rechaza. Basado en sus experiencias familiares con escuelas similares, teme que Mary carezca de la oportunidad de una infancia "normal".
Se descubre que la mamá de Mary, Diane, era una prometedora matemática, dedicada al problema de Navier-Stokes (uno de los problemas del Milenio sin resolver) antes de quitarse la vida, cuando Mary tenía seis meses. Mary ha vivido con su tío desde entonces.
La posesiva madre de Frank y abuela materna de Mary, Evelyn, busca obtener la custodia de Mary por medio de un juicio y mudarse con ella a Massachusetts, pensando que Mary es un caso en un billón, una genio matemática que debería estar especialmente educada en preparación para una vida dedicada  a las matemáticas. Sin embargo, Frank está seguro de que su hermana hubiera querido que Mary estudiara en una escuela pública normal y tener la infancia que ella nunca tuvo. 
Por orden del juez, Mary va de visita a Boston con su abuela. En Boston, Evelyn lleva a una universidad a Mary para probar sus habilidades matemáticas. Allí le explica qué son los problemas del Milenio y que quien los logre resolver se ganará la medalla Fields, pero en el caso del problema Navier-Stokes es posible que también  ganase el premio Nobel, dado que ese problema tiene aplicaciones en la física.
Preocupado de que el juez dicte sentencia en su contra y él pierda por completo a Mary, Frank acepta un acuerdo negociado por su abogado que busca que Mary esté en un hogar adoptivo y asista a una escuela privada donde Evelyn quiere que Mary estudie. Los padres sustitutos viven a 25 minutos de la casa de Frank. Frank tendrá derecho a visitas programadas y Mary podrá decidir dónde quiere vivir después de su duodécimo cumpleaños.
Mary queda conmocionada cuando es llevada al hogar sustituto y al principio se rehúsa a ver a Frank. Cuando Bonnie ve una foto del gato de un ojo de Mary, Fred, en adopción, le avisa a Frank. Frank rescata al gato de que sea sacrificado en la oficina de control para animales. Investigando que Fred fue llevado allí porque alguien era alérgico al gato, se da cuenta de que Evelyn -que es alérgica a los gatos- está supervisando la educación de Mary y se está quedando a vivir en la casa de huéspedes de donde vive Mary. 
Frank le revela a Evelyn que Diane había resuelto el problema de Navier-Stokes, pero que había estipulado que la solución sería retenida hasta la muerte de Evelyn. Sabiendo que significaba mucho para Evelyn ver que Diane resolviera el problema, Frank le ofrece publicar el trabajo de Diane si Evelyn acepta que él tenga la custodia de Mary. Evelyn acepta de mala gana.
La película termina cuando Mary regresa a la primaria después de tomar clases de licenciatura en una universidad.

## Reparto
| Personajes       | Actores          |
| ---------------- | ---------------- |
| Frank Adler      | Chris Evans      |
| Mary Adler       | Mckenna Grace    |
| Evelyn Adler     | Lindsay Duncan   |
| Bonnie Stevenson | Jenny Slate      |
| Roberta Taylor   | Octavia Spencer  |
| Greg Cullen      | Glenn Plummer    |
| Aubrey Highsmith | John Finn        |
| Gloria Davis     | Elizabeth Marvel |
| Lijuan           | Jona Xiao        |
| Pat Golding      | Julie Ann Emery  |
| Bradley Pollard  | Keir O'Donnell   |

## Producción
En diciembre de 2014 el guion de Tom Flynn fue uno de los 70 que figuraron en la Lista Negra de ese año. En agosto de 2015 se anunció que Chris Evans había sido elegido para la película con la dirección de Marc Webb. En septiembre de 2015 Mckenna Grace, Octavia Spencer, Lindsay Duncan y Jenny Slate se unieron al elenco, y en noviembre de 2015, también se agregó a Julie Ann Emery.
El rodaje comenzó en octubre de 2015 en Savannah (Georgia) así como en Tybee Island, y finalizó en noviembre de 2015. Los lugares específicos incluyeron la escuela primaria May Howard en Wilmington Island (Georgia) y la Universidad Emory en Atlanta.
Aunque la película está ambientada en St. Petersburg (Florida) el guionista Tom Flynn no pudo convencer a los productores de filmar en Florida porque el estado ya no brindaba incentivos financieros a los cineastas; eso convirtió a Georgia en una opción financieramente más viable.
El matemático Jordan Ellenberg, quien fue él mismo un niño prodigio, fue consultor de matemáticas para la película; Webb lo contactó después de leer su artículo en The Wall Street Journal y le pidió que compartiera sus experiencias. Ellenberg también apareció como profesor dando una conferencia sobre la función de partición y las congruencias de Ramanujan.

## Estreno
La película estaba programada para estrenarse el 12 de abril de 2017, pero se adelantó al 7 de abril de 2017.

### Taquilla
La película recaudó $ 24,8 millones en los Estados Unidos y Canadá, y $ 18,2 millones en otros territorios, para un total mundial de $ 43 millones contra un presupuesto de producción de $ 7 millones.
La película tuvo un gran éxito el miércoles 12 de abril de 2017 y en su primer fin de semana recaudó $ 3,1 millones, terminando sexto en taquilla. En su segundo fin de semana de amplia expansión, agregó más pantallas y ganó $ 4,6 millones, un aumento del 47,5% con respecto a la semana anterior.

## Premios y nominaciones
| Año  | Premio                                       | Categoría                           | Nominado           | Resultado | Ref    |
| ---- | -------------------------------------------- | ----------------------------------- | ------------------ | --------- | ------ |
| 2017 | Teen Choice Awards                           | Mejor actor de drama                | Chris Evans        | Nominado  | [ 15 ] |
| 2017 | Teen Choice Awards                           | Mejor película de drama             | Un don excepcional | Nominada  | [ 15 ] |
| 2017 | Online Film & Television Association Awards  | Mejor Actuación Juvenil             | Mckenna Grace      | Nominada  | [ 16 ] |
| 2017 | Festival de Cine Estadounidense de Deauville | Premio a la elección del público    | Un don excepcional | Ganadora  |        |
| 2017 | Phoenix Film Critics Society Awards          | Rendimiento revolucionario          | Mckenna Grace      | Ganadora  | [ 17 ] |
| 2017 | Phoenix Film Critics Society Awards          | Mejor actuación de un joven         | Mckenna Grace      | Ganadora  | [ 17 ] |
| 2017 | Phoenix Film Critics Society Awards          | La película pasada por alto del año | Un don excepcional | Ganadora  | [ 17 ] |
| 2017 | Women Film Critics Circle Awards             | Mejor actriz joven                  | Mckenna Grace      | Nominada  | [ 18 ] |
| 2018 | Premios de la Crítica Cinematográfica        | Mejor actor o actriz joven          | Mckenna Grace      | Nominada  | [ 19 ] |
| 2018 | Premios NAACP Image                          | Mejor Actriz en una Película        | Octavia Spencer    | Ganadora  | [ 20 ] |